# Isländische Fußballmeisterschaft 1948
Die isländische Fußballmeisterschaft 1948 war die 37. Spielzeit der höchsten isländischen Fußballliga.
Die Saison begann mit fünf Teams, allerdings zog sich ÍA Akranes nach zwei Niederlagen in den ersten beiden Spielen aus der Meisterschaft zurück. Die Spiele wurden annulliert. Die restlichen Teams trafen jeweils einmal aufeinander. Der Titel ging zum elften Mal an KR Reykjavík.

## Abschlusstabelle
| Pl. | Verein             | Sp. | S | U | N | Tore    | Quote | Punkte |
| --- | ------------------ | --- | - | - | - | ------- | ----- | ------ |
| 1.  | KR Reykjavík       | 3   | 2 | 1 | 0 | 007:100 | 7,00  | 05:10  |
| 2.  | Víkingur Reykjavík | 3   | 1 | 2 | 0 | 005:400 | 1,25  | 04:20  |
| 3.  | Valur Reykjavík    | 3   | 1 | 0 | 2 | 005:900 | 0,56  | 02:40  |
| 4.  | Fram Reykjavík (M) | 3   | 0 | 1 | 2 | 003:600 | 0,50  | 01:50  |

| (M) | amtierender isländischer Meister |

### Kreuztabelle
Die Kreuztabelle stellt die Ergebnisse aller Spiele dieser Saison dar. Die Heimmannschaft ist in der ersten Spalte aufgelistet, die Gastmannschaft in der obersten Reihe. Die Ergebnisse sind immer aus Sicht der Heimmannschaft angegeben.
|                    | Fram Reykjavík | KR Reykjavík |     | Víkingur Reykjavík | ÍA Akranes |
| Fram Reykjavík     |                | 0:2          | 2:3 | 1:1                | 3:1        |
| KR Reykjavík       | –              |              | 4:0 | 1:1                | –          |
| Valur Reykjavík    | –              | –            |     | 2:3                | 3:0        |
| Víkingur Reykjavík | –              | –            | –   |                    | –          |
| ÍA Akranes         | –              | –            | –   | –                  | –          |

Die Spiele von ÍA Akranes wurden nach dessen Ausscheiden aus der Liga annulliert bzw. fanden nicht mehr statt.